# Partido Laborista (Chili)
De Partido Laborista (Nederlands Arbeiderspartij, PL) was een Chileense agrarische politieke partij die in het midden van de twintigste eeuw actief was. 
De partij was voortgekomen uit de in 1931 opgerichte Partido Agrario (Agrarische Partij) en was regionalistisch en corporatistisch getint. De PL deed in totaal aan vier parlementsverkiezingen mee en behaalde alleen in 1953 een resultaat toen één kandidaat in de Kamer van Afgevaardigden werd gekozen.
De PL ging in 1957 op in de Partido Agrario Laborista (Agrarische Arbeiderspartij).

## Verkiezingsresultaten
| Jaar | Aantal afgevaardigden (totaal aantal zetels tussen haakjes) | Aantal senatoren (totaal aantal zetels tussen haakjes) |
| ---- | ----------------------------------------------------------- | ------------------------------------------------------ |
| 1941 | 0 (147)                                                     | 0 (45)                                                 |
| 1949 | 0 (147)                                                     | 0 (45)                                                 |
| 1953 | 1 (147)                                                     | 0 (45)                                                 |
| 1957 | 0 (147)                                                     | 0 (45)                                                 |